# Чемпионат Беларуси по тяжёлой атлетике 2007
Чемпионат Белоруссии по тяжёлой атлетике 2007 года проходил в Борисове в феврале. Были разыграны 15 комплектов наград: в 8 весовых категориях у мужчин и в 7 категориях — у женщин. Установлен 21 рекорд Белоруссии (18 у женщин, 3 у мужчин).
В соревнованиях приняли участие все сильнейшие спортсмены, кроме заболевшего Андрея Рыбакова.

## Медалисты

### Мужчины
| Дисциплина   | Золото                                                      | Серебро                                            | Бронза                                              |
| До 56 кг     | Виктор Сороколетов Гомельская область 224 (105 + 119)       | Дмитрий Липовский Минская область 214 (95 + 119)   | Евгений Левицкий Гомельская область 214 (95 + 119)  |
| До 62 кг     | Виталий Дербенёв Могилёвская область 281 (126 + 155)        | Сергей Вишняк Могилёвская область 247 (113 + 134)  | Виталий Бохонько Витебская область 244 (111 + 133)  |
| До 69 кг     | Геннадий Махвиеня Витебская область 307 (140 + 167)         | Вячеслав Малашенко Минская область 285 (125 + 160) | Андрей Голуб Гомельская область 278 (125 + 153)     |
| До 77 кг     | Леонид Псевкин Могилёвская область 355 NR (159 NR + 196 NR) | Михаил Барков Могилёвская область 339 (150 + 189)  | В. Костян Могилёвская область 338 (150 + 188)       |
| До 85 кг     | Сергей Лагун Витебская область 367 (162 + 205)              | Николай Новиков Гомельская область 358 (163 + 195) | Николай Черняк Могилёвская область 355 (160 + 195)  |
| До 94 кг     | Вадим Стрельцов Могилёвская область 372 (165 + 207)         | А. Трофимов Витебская область 366 (165 + 201)      | Андрей Арямнов Минская область 365 (170 + 195)      |
| До 105 кг    | Валерий Сизенок Гомельская область 385 (175 + 210)          | Михаил Авдеев Минская область 381 (175 + 206)      | Олег Лобан Могилёвская область 380 (170 + 210)      |
| Свыше 105 кг | Максим Солодарь Минская область 381 (170 + 211)             | Олег Лешко Минск 380 (170 + 210)                   | Виктор Капранов Гродненская область 378 (175 + 203) |

### Женщины
| Дисциплина  | Золото                                                      | Серебро                                                 | Бронза                                                |
| До 48 кг    | Валентина Ляховец Гомельская область 155 NR (70 NR + 85)    | Ирина Миронович Витебская область 145 (63 + 82)         | Е. Киселева Минская область 128 (58 + 70)             |
| До 53 кг    | Ирина Мищук Брестская область 174 (82 + 92)                 | Ирина Козловская Гродненская область 145 (60 + 85)      | Ирина Липовская Минская область 132 (62 + 70)         |
| До 58 кг    | Наталья Колос Гомельская область 162 (68 + 94)              | Анна Кашмило Витебская область 161 (71 + 90)            | А. Малыго Гомельская область 150 (65 + 85)            |
| До 63 кг    | Наталья Радуховская Минская область 205 (95 + 110)          | Шемшат Туляева Гомельская область 200 (95 + 105)        | Татьяна Стукалова Витебская область 194 (87 + 107)    |
| До 69 кг    | Оксана Золотарёва Гродненская область 213 (100 + 113)       | Анастасия Осмоловская Гомельская область 205 (90 + 115) | С. Сидоренко Минская область 178 (80 + 98)            |
| До 75 кг    | Ольга Недорезова Витебская область 242 NR (111 NR + 131)    | Ирина Кулеша Брестская область 230 (105 + 125)          | Ю. Козлова Могилёвская область 209 (97 + 112)         |
| Свыше 75 кг | Татьяна Громыко Гомельская область 277 NR (125 NR + 152 NR) | Екатерина Шкуратова Могилёвская область 269 (118 + 151) | Вероника Лукашевич Гродненская область 200 (90 + 100) |